# Ronde van Italië 2019/Dertiende etappe
De dertiende etappe van de Ronde van Italië 2019 is een rit over 196 kilometer tussen Pinerolo en Ceresole Reale. Het is de eerste serieuze bergrit van deze Ronde. De etappe gaat over drie beklimmingen: De Colle del Lys (14,8 kilometer aan 6,4 %), de Pian del Lupo (9,4 kilometer aan 8,7%) en de slotklim naar het Lago Serrù (20 kilometer aan 5,9%). Vandaag zal duidelijk worden wie er daadwerkelijk aanspraak kunnen doen op de eindzege.
| Pinerolo – Ceresole Reale (196 km) |                 |                        |          |
| Plaats                             | Naam            | Ploeg                  | Tijd     |
| 1                                  | Ilnoer Zakarin  | Team Katjoesja Alpecin | 5u34'40" |
| 2                                  | Mikel Nieve     | Mitchelton-Scott       | + 35"    |
| 3                                  | Mikel Landa     | Movistar Team          | + 1'20"  |
| 4                                  | Richard Carapaz | Movistar Team          | + 1'38"  |
| 5                                  | Bauke Mollema   | Trek-Segafredo         | + 1'45"  |
| 6                                  | Rafał Majka     | BORA-hansgrohe         | + 2'07"  |
| 7                                  | Primož Roglič   | Team Jumbo-Visma       | + 2'57"  |
| 8                                  | Vincenzo Nibali | Bahrain-Merida         | z.t.     |
| 9                                  | Pavel Sivakov   | Team INEOS             | + 3'34"  |
| 10                                 | Davide Formolo  | BORA-hansgrohe         | + 3'50"  |
|                                    |                 |                        |          |
| 48                                 | Pieter Serry    | Deceuninck–Quick-Step  | + 21'55" |

| Algemeen klassement |                    |                        |           |
| Plaats              | Naam               | Ploeg                  | Tijd      |
| Roze trui           | Jan Polanc         | UAE Team Emirates      | 54u28'59" |
| 2                   | Primož Roglič      | Team Jumbo-Visma       | + 2'25"   |
| 3                   | Ilnoer Zakarin     | Team Katjoesja Alpecin | + 2'56"   |
| 4                   | Bauke Mollema      | Trek-Segafredo         | + 3'06"   |
| 5                   | Vincenzo Nibali    | Bahrain-Merida         | + 4'09"   |
| 6                   | Richard Carapaz    | Movistar Team          | + 4'22"   |
| 7                   | Rafał Majka        | BORA-hansgrohe         | + 4'28"   |
| 8                   | Mikel Landa        | Movistar Team          | + 5'08"   |
| 9                   | Pavel Sivakov      | Team INEOS             | + 7'13"   |
| 10                  | Miguel Ángel López | Astana Pro Team        | + 7'48"   |
|                     |                    |                        |           |
| 35                  | Pieter Serry       | Deceuninck–Quick-Step  | + 29'02"  |

1e etappe ·
2e etappe ·
3e etappe ·
4e etappe ·
5e etappe ·
6e etappe ·
7e etappe ·
8e etappe ·
9e etappe ·
10e etappe ·
11e etappe ·
12e etappe ·
13e etappe ·
14e etappe ·
15e etappe ·
16e etappe ·
17e etappe ·
18e etappe ·
19e etappe ·
20e etappe ·
21e etappe
Startlijst · Eindstanden · Afbeeldingen